# 129 (число)
129 (Сто два́дцять де́в'ять) — натуральне число між 128 та 130.
- 129 день в році — 9 травня (високосний рік — 8 травня)

## У математиці
- Сума перших десяти простих чисел: 129 = 2 + 3 + 5 + 7 + 11 + 13 + 17 + 19 + 23 + 29.
- 129 — непарне складене тризначне число.
- Сума цифр числі 129 — 12
- Добуток цифр цього числа — 18
- Квадрат числа 129 — 16 641
- Сорок третє напівпросте число [1]
- Щасливе число

## В інших областях
- 129 рік.
- 129 до н. е.
- (129) Антігона — великий астероїд з групи головного поясу.